# Carlos Lazón Jr.
Carlos Alfonso Lazón Egusquiza (Magdalena del Mar, Perú, 2 de diciembre de 1956) es un exfutbolista peruano que jugó en la posición de puntero derecho. Fue hijo del también futbolista Carlos Lazón.
Se graduó en la carrera de Administración de Empresas y fue ejecutivo de diversos restaurantes.

## Trayectoria
Se inició como futbolista profesional en Defensor Lima de Breña en 1975, con el cuadro porteño logra conservar el ascenso de la primera división.>
Integró la selección juvenil de 1975 que disputó el Campeonato Sudamericano de la categoría.
En 1976 pasó a Alianza Lima donde disputó la Copa Libertadores, llegando a semifinales en dos oportunidades.
En 1979 emigró al fútbol boliviano junto con el veterano Víctor Zegarra, también jugador blanquiazul, recomendados por el entrenador Moisés Barack. Ya en Bolivia actuó por el Oriente Petrolero de Santa Cruz en 1980 y Bolívar en el primer semestre de 1981. Luego regreso al Perú, en busca de oportunidad en el equipo de sus amores, Alianza Lima. Al no encontrar, migró nuevamente, esta vez a Estados Unidos, al Philadelphia Fever entre 1981 a 1982. En 1983 fue pedido de regreso al Alianza Lima dirigido por el mismo, Pitín Zegarra. y al año siguiente fue traspasado al Colegio Nacional de Iquitos. Se retiró del futbol en 1986 vistiendo la camisa del Toronto Italia (NSL).
En 1987 contrajo nupcias con la actriz, humorista, comediante de stand-up y productora Bettina Oneto.

## Clubes
| Club                        | País           | Año       |
| --------------------------- | -------------- | --------- |
| Defensor Lima               | Perú           | 1974-1975 |
| Alianza Lima                | Perú           | 1976-1978 |
| Deportivo Bata              | Bolivia        | 1979      |
| Oriente Petrolero           | Bolivia        | 1980      |
| Bolívar                     | Bolivia        | 1981      |
| Philadelphia Fever          | Estados Unidos | 1981-1982 |
| Alianza Lima                | Perú           | 1983      |
| Colegio Nacional de Iquitos | Perú           | 1984-1985 |
| Toronto Italia              | Estados Unidos | 1985-1986 |
| Real España                 | Honduras       | 1987      |

## Palmarés
| Título           | Club         | País | Año  |
| ---------------- | ------------ | ---- | ---- |
| Primera División | Alianza Lima | Perú | 1977 |
| Primera División | Alianza Lima | Perú | 1978 |